# Adams County, Illinois
Adams County är ett administrativt område i delstaten Illinois i USA, med 67 103 invånare (2010). Den administrativa huvudorten (county seat) är Quincy. Countyt fick sitt namn efter USA:s sjätte president John Quincy Adams. 

## Politik
Adams County tenderar att rösta på republikanerna i politiska val.
Republikanernas kandidat har vunnit rösterna i countyt i samtliga presidentval sedan valet 1968. I valet 2016 vann republikanernas kandidat Donald Trump med 70,5 procent av rösterna mot 23,8 för demokraternas kandidat, vilket är den största segermarginalen i countyt för en kandidat genom alla tider.

## Geografi
Enligt United States Census Bureau har countyt en total area på 2 257 km². 2 219 km² av den arean är land och 38 km² är vatten. 

### Angränsande countyn
- Hancock County - nord
- Brown County - öst
- Schuyler County - öst
- Pike County - syd
- Marion County, Missouri - väst
- Lewis County, Missouri - väst

### Orter
- Camp Point
- Clayton
- Coatsburg
- Columbus
- Golden
- La Prairie
- Liberty
- Lima
- Loraine
- Mendon
- Payson
- Plainville
- Quincy: huvudort
- Ursa